# Isaac Méndez
Isaac Méndez és un personatge de ficció de la sèrie televisiva Herois interpretat per Santiago Cabrera. Aquest heroi té l'habilitat de pintar el futur.

## Història
L'Isaac és un pintor que té un estudi a Nova York. Al començament de la sèrie manté una relació amb la Simone Deveaux, però fracassa, ja que aquesta passa a fer-se amb en Peter Petrelli. Als inicis de la sèrie és addicte a l'heroïna i la necessita per pintar quadres. Però, una vegada segrestat per Mr. Bennet, aconsegueix pintar tot sol. Publica periòdicament un còmic en el qual es reflecteixen les vides dels herois.

## Habilitats
Aquest personatge pot pintar el futur. Hi ha quadres força importants a la sèrie:
- Quan la relació entre Isaac i Simone comença a trontollar, Peter acompanya Simone fins a la casa del pintor. Mentre, Mendez pateix una sobredosi d'heroïna, Petrelli descobreix el seu retrat d'home volador. (Gènesi)
- Mendez dibuixa l'animadora (Claire Bennet) diverses vegades representant la persecució del Sylar.
- Quan el Mr. Bennet obliga l'Isaac a dibuixar on es troba en Sylar abans de l'atac a l'institut, el pintor retrata un home explotant (Peter Petrelli provocant una bomba nuclear). (Set minuts per a la mitjanit)
- Hiro Nakamura, després de conèixer el pintor, és retratat enfrontant-se amb un dinosaure, en una imatge que posteriorment succeïx al museu de la ciutat.